# Gravenkapel (Kortrijk)

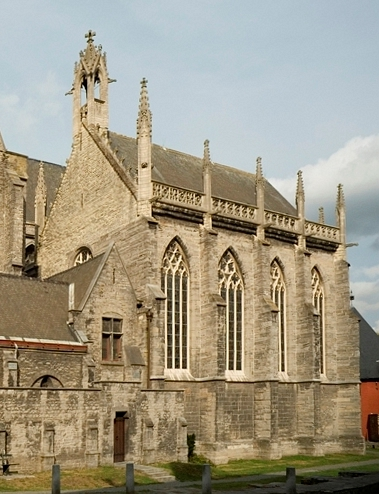
Buitenzijde van de Gravenkapel met restanten van de burcht

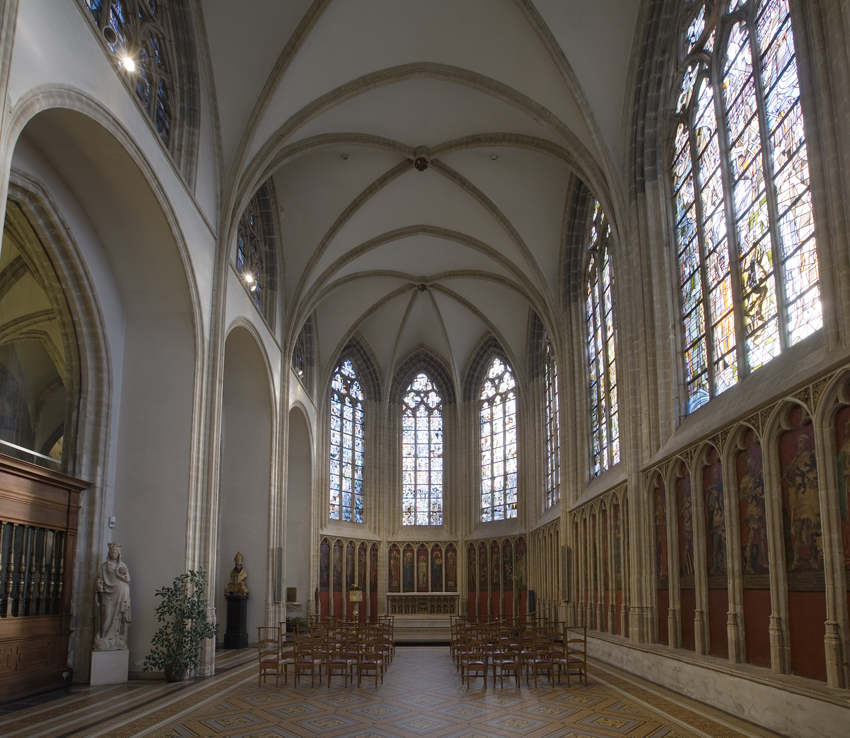
Interieur van de Gravenkapel

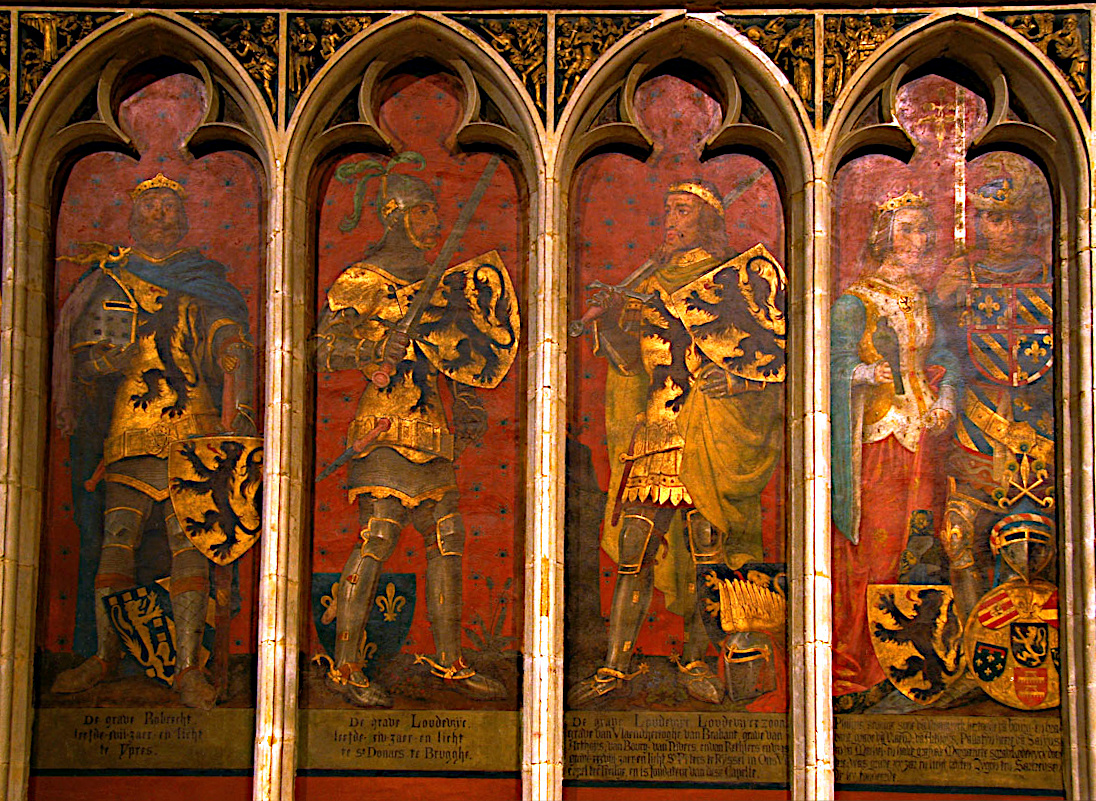
Schilderijen van de Graven van Vlaanderen in de Gravenkapel

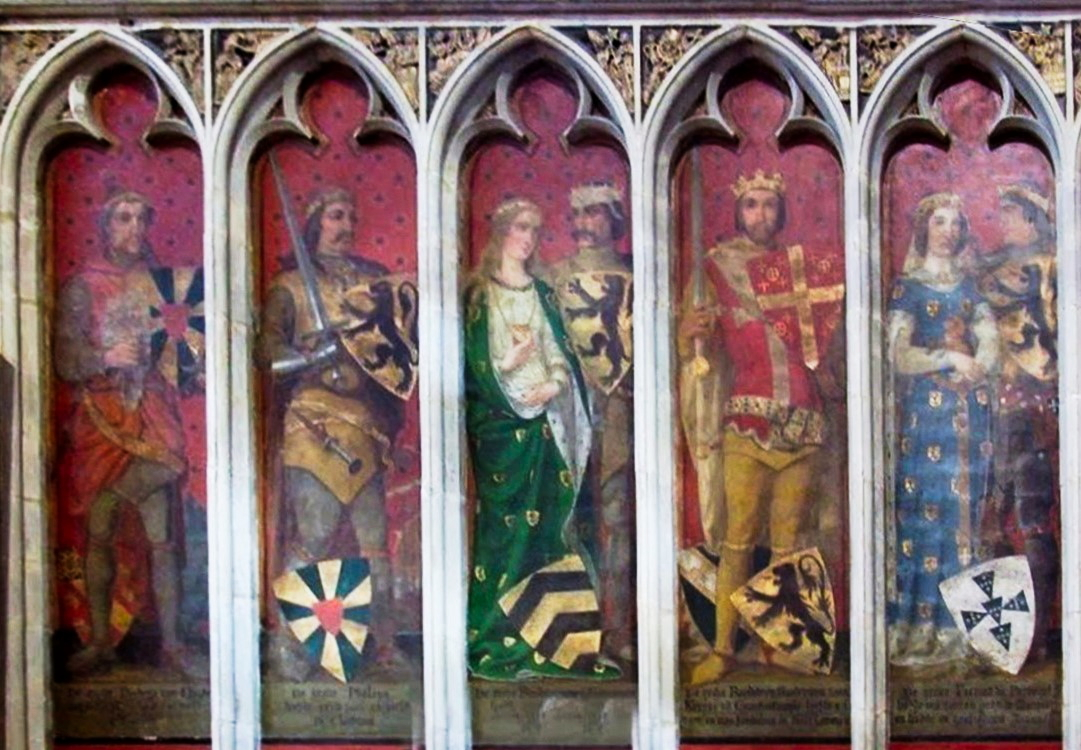
Panelen met portretten van Europese adel

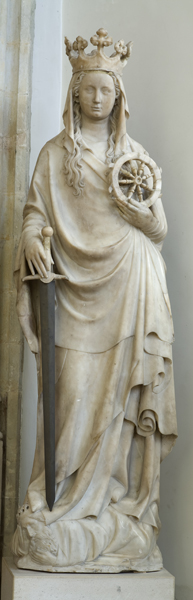
De H. Catharina van André Beauneveu

De Gravenkapel, ook Catharinakapel genoemd, is een 14e-eeuwse kapel in de Belgische stad Kortrijk, onderdeel van de Onze-Lieve-Vrouwekerk. Ze werd gebouwd in opdracht van graaf Lodewijk van Male naar het voorbeeld van de Sainte-Chapelle te Parijs, en is gewijd aan de heilige Catharina van Alexandrië. Op de muren zijn de portretten van de graven van Vlaanderen geschilderd. In 2022 zijn de laatste missen opgedragen in de Gravenkapel en werd ze ingenomen voor een multimediale projectie over de Guldensporenslag, als onderdeel van Kortrijk 1302.

## Geschiedenis
Drie pauselijke oorkonden uit 1371 vermelden de kapel die Lodewijk van Male liet bouwen te Kortrijk, gewijd aan de heilige die toentertijd gevierd werd op zijn geboortedag, 29 november 1330. Later is de feestdag van Catharina verschoven naar 25 november. De aanvang van de bouwwerken mag dus waarschijnlijk kort voor 1370 gesteld worden. De bouwwerken werden uitgevoerd in Brabants-gotische stijl.
De conceptie van de Gravenkapel is geïnspireerd op de bovenkapel van de in 1248 ingewijde Sainte-Chapelle te Parijs, met vier traveeën, ofwel wanden bestaande uit blinde muurnissen en daarboven grote glaspartijen.
Lodewijk van Male verkoos deze kapel om er begraven te worden. Daarom stichtte hij op 30 mei 1374 in de kapel drie kapelnijen, waarvoor hij reeds op 16 oktober 1371 van paus Gregorius XI toelating bekomen had. De eerste vermeldingen van het grafmonument van Lodewijk van Male waaraan André Beauneveu arbeidde dateren uit 1374. Klaarblijkelijk veranderde hij kort voor zijn dood van gedacht en opteerde hij voor een praalgraf in de Sint-Pieterskerk in Rijsel. Na de zege te Westrozebeke (1382) plunderden Bretoense huurlingen uit het Franse leger Kortrijk en staken daarna de stad in brand, waarbij ook de Gravenkapel niet gespaard bleef. De brand uit 1382 heeft waarschijnlijk de kappen en de daken niet vernield. In 1410 werd de Gravenkapel grondig hersteld. 
De polychromie in de Gravenkapel dateert uit de 19de eeuw, maar is gesteund op teruggevonden overblijfselen. In het woord is Graven het meervoud van graaf, niet van graf.

## Kunstschatten
- Portretten van de graven van Vlaanderen

De nissen werden gedecoreerd met geschilderde portretten van de graven van Vlaanderen. Er wordt aangenomen dat Jan van der Asselt, hofschilder van bouwheer Lodewijk van Male, in 1372-1374 de eerste reeks portretten heeft vervaardigd, beginnende met enkele woudgraven en tot aan zijn opdrachtgever Lodewijk van Male. De afbeeldingen van diens opvolgers werden in 1407 uitgevoerd door Melchior Broederlam. De daaropvolgende portretten tot en met keizer Karel V zijn het werk van heel wat andere schilders. Dit geheel van portretten vormt een waar verhaal door de tijd van het graafschap Vlaanderen. De gravenportretten zijn in de 19e eeuw volledig herschilderd onder leiding van Julien Van der Plaetsen, weliswaar gedeeltelijk rekening houdend met bewaarde elementen. Ze geven aanleiding tot heel wat vraagstelling, onder meer betreffende de heraldiek, de heiligen in het koor, een ontbrekende graaf en een afgebeelde man die nooit graaf van Vlaanderen is geweest.
- 102 gebeeldhouwde zwikken

De 102 zwikken die de nissen vormen voor de portretten van de graven van Vlaanderen zijn allen gebeeldhouwd. De zwikken van de verschillende nissen vormen een aantal cycli van zowel religieuze als van meer profane aard.
- Beeld van Sint-Catharina

Het beeld van de heilige Catharina in marmer is het werk van beeldhouwer André Beauneveu. In 1374 gaf Lodewijk van Male de beeldhouwer Beauneveu de opdracht een grafmonument te maken om in de Gravenkapel te plaatsen, die hij als zijn grafkapel had laten bouwen. Het monument werd echter niet voltooid. Daarnaast heeft de graaf ook een beeld van de patroonheilige voor zijn nieuwe kapel laten maken. Het werd in 1386 aan het kapittel overgemaakt en is nog altijd een van de pronkstukken van het interieur van de Gravenkapel. Tijdens de Beeldenstorm in 1566 werd het 's nachts samen met andere kunstwerken in de grond verborgen en er later weer uitgehaald.
De heilige Catharina draagt een kroon op het hoofd en houdt in de linkerhand een wiel, bezet met scherpe punten, en in de rechterhand een zwaard. Deze attributen worden verklaard door de lotgevallen van de heilige. Het Kortrijkse Catharinabeeld is een laat voorbeeld van de 14de-eeuwse internationale gotiek die gekenmerkt wordt door een modieuze S-vorm, een lieftallige, onpersoonlijke glimlach en een sierlijk-kunstmatig plooienspel van de kledij, dat aan opgerold perkament herinnert. Het beeld werd op de Vlaamse Topstukkenlijst geplaatst.
- Brandglasramen

De onderwerpen van de brandglasramen accentueren het grafelijk karakter van de kapel. In het koor zien wij St.-Andreas (patroon van de Bourgondiërs), de Heilige Catharina (patroon van graaf Lodewijk van Male, stichter van de kapel) en St.-Petrus (patroon van Vlaanderen). Op de Zuidwand zien we het Vlaamse woud met de reus Finnaert, graaf Filips van den Elzas (die de Kortrijkse stadsrechten bevestigde en de stad de relikwie van het H. Haar bezorgde), graaf Boudewijn IX (stichter van de O.-L.-Vrouwekerk) en graaf Lodewijk van Male (stichter van de Gravenkapel) te paard.

## Voetnoten
1. ↑  Kortrijkse Gravenkapel wordt virtueel slagveld van 1302, VRT NWS, 1 oktober 2021
2. ↑  Jacqueline De Winter, David Becquart en Guido Dekeyrel, De Graven(kapel) van Kortrijk in een nieuw licht, 2018
3. ↑  Uitgebreid beschreven in de studie R. Van Belle en V. Nachtergaele "Klein beeldhouwwerk uit de late middeleeuwen. De zwikken van de Kortrijkse Gravenkapel." in: Handelingen van de Geschied- en Oudheidkundige Kring van Kortrijk. LXXIX (2016)
4. ↑  Heilige Catharina. topstukken.vlaanderen.be. Gearchiveerd op 12 juli 2022. Geraadpleegd op 12 juli 2022.